# Christianisme au VIIe siècle
 (novembre 2022).
La mise en forme du texte ne suit pas les recommandations de Wikipédia : il faut le « wikifier ».
Les points d'amélioration suivants sont les cas les plus fréquents. Le détail des points à revoir est peut-être précisé sur la page de discussion.
- Les titres sont pré-formatés par le logiciel. Ils ne sont ni en capitales, ni en gras.
- Le texte ne doit pas être écrit en capitales (les noms de famille non plus), ni en gras, ni en italique, ni en « petit »…
- Le gras n'est utilisé que pour surligner le titre de l'article dans l'introduction, une seule fois.
- L'italique est rarement utilisé : mots en langue étrangère, titres d'œuvres, noms de bateaux, etc.
- Les citations ne sont pas en italique mais en corps de texte normal. Elles sont entourées par des guillemets français : « et ».
- Les listes à puces sont à éviter, des paragraphes rédigés étant largement préférés. Les tableaux sont à réserver à la présentation de données structurées (résultats, etc.).
- Les appels de note de bas de page (petits chiffres en exposant, introduits par l'outil «  Source ») sont à placer entre la fin de phrase et le point final[comme ça].
- Les liens internes (vers d'autres articles de Wikipédia) sont à choisir avec parcimonie. Créez des liens vers des articles approfondissant le sujet. Les termes génériques sans rapport avec le sujet sont à éviter, ainsi que les répétitions de liens vers un même terme.
- Les liens externes sont à placer uniquement dans une section « Liens externes », à la fin de l'article. Ces liens sont à choisir avec parcimonie suivant les règles définies. Si un lien sert de source à l'article, son insertion dans le texte est à faire par les notes de bas de page.
- La présentation des références doit suivre les conventions bibliographiques. Il est recommandé d'utiliser les modèles {{Ouvrage}}, {{Chapitre}}, {{Article}}, {{Lien web}} et/ou {{Bibliographie}}. Le mode d'édition visuel peut mettre en forme automatiquement les références.
- Insérer une infobox (cadre d'informations à droite) n'est pas obligatoire pour parachever la mise en page.

Pour une aide détaillée, merci de consulter Aide:Wikification.
Si vous pensez que ces points ont été résolus, vous pouvez retirer ce bandeau et améliorer la mise en forme d'un autre article.

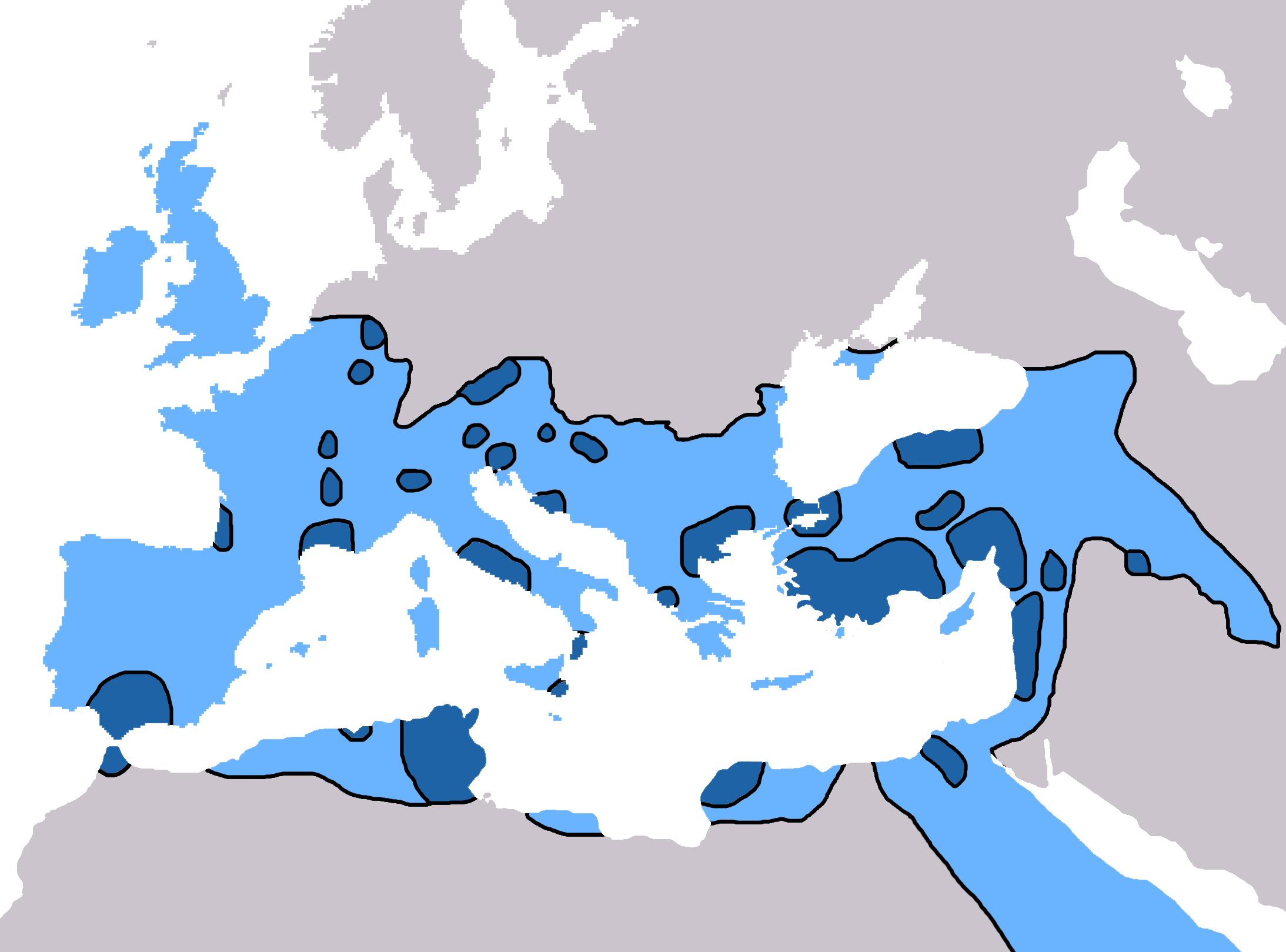
Propagation du christianisme vers 325
Propagation du christianisme vers 600

Les divisions occidentale (Latine) et orientale (Grecque) du christianisme ont commencé à prendre une forme distinctive dans le christianisme du VIIe siècle. Alors qu’en Orient, l’Église a conservé sa structure et son caractère originel et a évolué très lentement, en Occident, les évêques de Rome (les papes) ont été contraints de s’adapter plus rapidement et avec plus de souplesse à des circonstances radicalement différentes.
En particulier, alors que les évêques d’Orient maintenaient une allégeance limpide à l’empereur romain d’Orient, l’évêque de Rome, tout en maintenant une allégeance nominale à l’empereur d’Orient, était contraint de négocier des paix, des concessions et un équilibre délicat avec les « barbares souverains » des anciennes provinces occidentales. Bien que le plus grand nombre de chrétiens soit resté à l’Est, des développements en Occident ouvriront la voie à des innovations majeures dans le monde chrétien lors de la fin du Moyen Âge.
Au VIIe siècle, un chef religieux arabe nommé Mahomet a commencé à diffuser le message du Coran, qui comprend certaines traditions similaires à celles de la foi chrétienne et juive. Cette nouvelle foi (appelée « soumission » ou الإسلام [al — 'islām] en arabe) proclamait l’adoration et l’obéissance d’un Dieu purement monothéiste, ou « Allah » en arabe, comme étant le but de la vie, et l’islam se révélera finalement à être le plus grand défi auquel l’église chrétienne sera confrontée lors du Moyen Âge.
Dans les années 630, Mahomet avait uni toute la péninsule arabique sous la bannière de l’Islam, y compris l’ancien royaume chrétien du Yémen. Après la mort de Mahomet, un empire musulman, ou califat, a émergé, a été consolidé et a commencé à s’étendre au-delà de la péninsule d’Arabie. Peu de temps avant la mort de Mahomet, l’Empire romain d'Orient (ou byzantin) et l’Empire perse sassanide avaient conclu des décennies de guerre, laissant les deux empires paralysés et sans moyens de faire face à la menace.

## Conciles œcuméniques

### Troisième concile de Constantinople
Le troisième concile de Constantinople (680-681) : répudie le monothélisme et concrétise la vision que le Christ a une volonté qui est à la fois humaine et à la fois divine. Ce concile est considéré comme l’un des sept premiers conciles œcuméniques.

### Conseil Quinisext
Le concile Quinisext (cinquième-sixième) ou Concile in Trullo (692) n’a pas été accepté par l’Église catholique romaine. Puisqu’il s’agissait principalement d’un conseil administratif chargé d’élever certains canons locaux au statut œcuménique, d’établir des principes de discipline cléricale, d’aborder le canon biblique et d’établir la pentarchie, sans déterminer des questions de doctrine, l’Église orthodoxe orientale ne la considère pas comme un concile à proprement parler, il est plutôt considéré comme une extension des conciles cinq et six.

## Théologie occidentale
Lorsque l’Empire romain d'Occident s'est fragmenté et a été dissous, principalement à cause de la pression de diverses invasions barbares venues de la région de la Germanie, la culture intellectuelle de l’empire, qui avait sous-tendu la théologie patristique du christianisme primitif, a vu ses interconnexions entre les Églises se couper. La théologie tendait à devenir plus localisée, plus diversifiée et donc plus fragmentée vu que le lien avec l'Église de Rome était plus difficile. Par exemple, le christianisme classique préservé en Italie par des hommes comme Boèce et Cassiodore était différent du vigoureux christianisme franc documenté par Grégoire de Tours, et qui était différent du christianisme qui a prospéré en Irlande et en Northumbrie aux VIIe et VIIIe siècles. Tout au long de cette période, la théologie a eu tendance à être une affaire plus monastique, s’épanouissant dans des paradis monastiques où les conditions et les ressources pour l’apprentissage théologique pouvaient être maintenues.
Les écrivains importants de cette époque incluent:
- Isidore de Séville (vers 560-636)
- Bède (672-736)

## Monachisme

### Occidental
Les seigneurs et les riches nobles occidentaux donnaient des domaines aux monastères en échange de la conduite de messes à la mémoire de l’âme d’un être cher qui est décédé. Bien que ce ne soit probablement pas l’intention initiale de Benoît de Nursie, l’efficacité de son règne cénobitique en plus de la stabilité des monastères rendit les domaines monastiques très productifs et lucratif. Pour la plupart du temps, le moine était essentiellement élevé à un niveau de noblesse dans les sociétés, car les serfs qui habitaient sur le domaine donnés aux moines s’occuperaient du travail tandis que le moine était libre d’étudier et de transcrire des manuscrits. Les monastères ont ainsi attiré bon nombre des meilleurs éléments de la société et, pendant cette période, les monastères étaient les entrepôts centraux et les producteurs de connaissances.

### Oriental
Le monastère Sainte-Catherine sur le mont Sinaï est d'une grande importance pour le développement du monachisme. L'Échelle sainte y a été écrite par Jean Climaque (vers 600). Il s'agit d'une œuvre d'une telle importance que de nombreux monastères orthodoxes à ce jour l'ont lue publiquement soit pendant les Heures canoniales, souvent au réfectoire pendant le Grand Carême byzantin.
À l'apogée de l'Empire byzantin, de nombreux «grands monastères» ont été établis par les empereurs, dont les vingt « monastères souverains » sur le mont Athos. Il s'agissait d'une véritable « république monastique » dans laquelle tout le pays se consacrait à rapprocher leurs âmes à Dieu. C'est dans ce milieu, que le Philokalia a été compilé.

## Propagation du christianisme

### Angleterre
La christianisation de l'Angleterre anglo-saxonne a commencé vers l'an 600, influencée par des missions grégoriennes du sud-est et la mission hiberno-écossaise au nord-ouest. Augustin de Cantorbéry, le premier archevêque de Cantorbéry, est entré en fonctions en l’an 597. De plus, Arwald, le dernier roi païen anglo-saxon, est tué en 686.

### Peuples germaniques

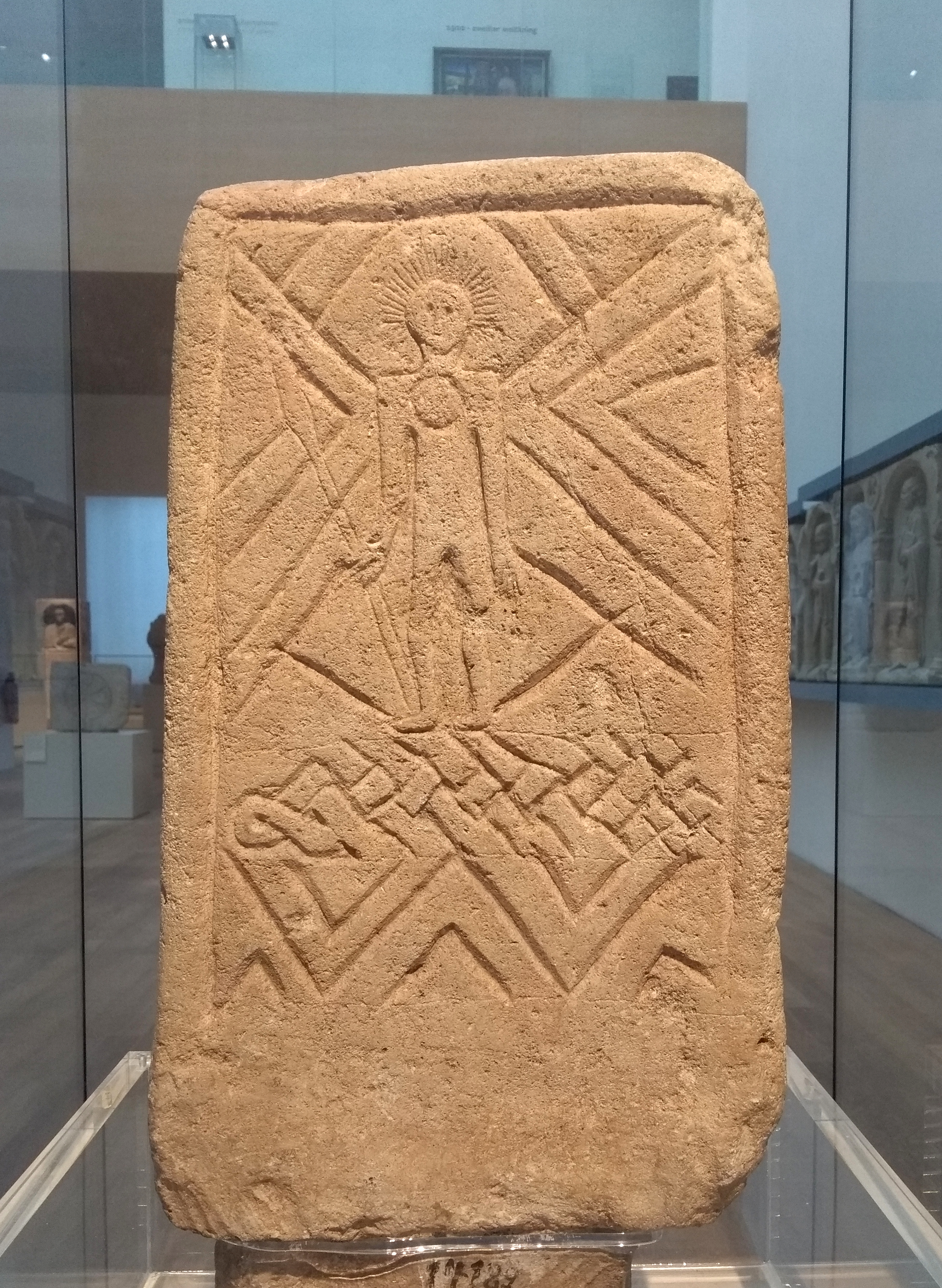
Représentation franque, au VIIe siècle, de Jésus, situé à Niederdollendorf en Allemagne.

Colomban de Luxeuil, Boniface de Mayence, Willibrord d’Utrecht et d’autres ont propagé le christianisme dans le nord de l’Europe et ont permis de répandre le catholicisme parmi les peuples germaniques et slaves. Le concile de Whitby en 664, bien qu’il soit peu décisif par rapport à ce que l’on prétend parfois, fut un moment important dans la réintégration de l’Église celtique des îles britanniques dans la hiérarchie romaine, après avoir été effectivement coupé du contact avec Rome par les envahisseurs païens.
Les Alamans sont devenus chrétiens après une période de syncrétisme, une fusion de différents cultes ou de doctrines religieuses au VIIe siècle. C'est grâce à l'imitation progressive de la nouvelle religion de l'élite mérovingienne que les Alamans et les autres tribus germaniques se sont convertis.
Les missionnaires chrétiens envoyés chez les Anglo-Saxons comprennent:
- Augustin de Canterbury
- Laurence de Cantorbéry
- Mellitus
- Juste de Cantorbéry
- Chad de Mercie
- Saint Honorius de Cantorbéry
- Aidan de Lindisfarne
- Saint Trudpert (irlandais, VIIe siècle)
- Saint Rombaut de Malines

### Chine
Lorsque le christianisme a été introduit pour la première fois en Chine, il y avait déjà trois grands systèmes religieux qui étaient très populaires, c’est-à-dire le bouddhisme, le confucianisme et le taoïsme. Ces religions étaient tissées dans les anciennes traditions et coutumes du peuple chinois. Un Chinois moyen ne se considérait pas comme un adepte exclusif de l’une quelconque des trois religions, mais plutôt comme un adepte d’une religion chinoise générale composée d’éléments à la fois animistes et polythéistes qui représentaient un conglomérat syncrétiste d’idées. Ainsi, l’église chrétienne avec ses politiques de division et d’exclusion a eu quelques difficultés à se propager en Chine. Ce n’est qu’à l’époque des dynasties Tang (618-906) et dynasties Yuan (1206-1368) que l’entreprise évangélique connut un succès considérable. L’ancien bréviaire de l’église syrienne de Malabar écrit au XVIIe siècle déclare que « Par le biais de Saint Thomas, les Chinois… ont été convertis à la vérité. Par l’intermédiaire de Saint Thomas, le royaume des cieux s’envola et entra en Chine. Les Chinois en commémoration de Saint Thomas offrent leur adoration à ton très saint nom, ô, Dieu. »
Un commerce plus actif pendant quelques siècles entre la Chine et l’Occident aurait pu mener un plus grand nombre de missionnaires chrétiens en Chine. Malheureusement, à part une référence assez obscure dans l’Adversus Gentes de l'apologiste chrétien Arnobe (303) : « aux Chinois comme parmi ceux unis dans la foi du Christ », il y a peu de preuves de la présence chrétienne en Chine avant le VIIe siècle. Cependant, les témoignages du christianisme en Chine durant l’ère Tang (618-906) sont nombreux, principalement dans les références que l’on trouve dans les écrits chinois, les édits impériaux, et en particulier les fameuses inscriptions sur le soi-disant « Monument nestorien». Pendant la période Tang, les conditions étaient favorables à l’introduction de religions étrangères : les voies de communication internationales étaient dérégulées et très peu contrôlées ; le commerce extérieur a prospéré ; le gouvernement était tolérant envers toutes les confessions ; tous les étrangers étaient les bienvenus à divers titres. C’est à cette époque Tang que le christianisme est devenu connu sous le nom de « religion lumineuse ». (Jǐng Jiào, 3⁄4 °1⁄2 Ì).
En outre, il y a aussi un récit de la façon dont le prêtre nestorien, originaire du Proche-Orient, en particulier la Syrie ou la Perse, Alopen de Dà-Qin (nom chinois pour l'Empire romain) est arrivé à Ch'angan en 635 portant les Écritures. Il fut accueilli par l'empereur T'ai Tsung, le fondateur de la dynastie Tang. L'empereur, ayant examiné les écrits sacrés, ordonna leur traduction et la prédication de leur message. Il a également dirigé la construction d'un monastère chrétien dans sa capitale. Selon l'inscription, son successeur, l'empereur Kao Tsung, encouragea également le christianisme et ordonna la construction d'un monastère dans chaque province de son domaine.
La deuxième partie du monument est écrite en syriaque et elle énumère soixante-sept noms : un évêque, vingt-huit prêtres et trente-huit moines. Certains d’entre eux ont été vérifiés et confirmés à partir des registres de l’église assyrienne. L’inscription sur le monument affiche une grâce littéraire considérable. Les allusions et la phraséologie révèlent une compétence des chrétiens à la fois en chinois et en syriaque ainsi qu'une familiarité avec le bouddhisme et le taoïsme. Des manuscrits chrétiens anciens ont également été découverts à Dunhuang sensiblement à la même période et sont écrits dans même style littéraire que celui du monument. Celles-ci comprennent un « Hymne à la Trinité » et font référence à un minimum de trente livres chrétiens. Ce qui indique qu’une quantité considérable de littérature chrétienne était en circulation non seulement en Chine, mais dans le monde.
La période d’environ 250 ans du mouvement chrétien vers la Chine de la période Tang a été caractérisée par des tribulations de faveur, de prospérité impériale, de persécution et de déclin. Le christianisme s’est mal comporté sous le règne de Wu Zetian, la seule impératrice de toute l’histoire de Chine (689-699), qui était une ardente bouddhiste. Cependant, plusieurs empereurs successifs étaient favorables et les forces missionnaires ont été accentuées par moments.

### Asie du Nord-Est
Les routes commerciales entre l’Europe et la Chine appelées « la route de la soie » sont également connues pour avoir atteint la Corée, le Japon et l’actuel Est de la Russie. Ce qui contribue à des échanges et un contact avec la chrétienté. Dans ce contexte, c’est de Chine, en particulier de Chang-an sous la dynastie Tang, que le christianisme est également venu pour la première fois en Corée et au Japon. Dans le cas de la Corée, où le christianisme semble avoir été assez présent, des preuves ont été trouvées dans les chroniques coréennes Sanguk Yusa et Sanguksa, de la présence du christianisme nestorien sous la dynastie Silla unie (661-935). Ce n’est pas une nouvelle qui est révolutionnaire lorsque l’on prend en compte la connaissance de la présence des Coréens dans la capitale des Tang, Chang-an, du VIIe   au   IXe siècle.

### Moyen-Orient
La présence musulmane en «Terre Sainte» a commencé avec la conquête musulmane du Levant, qui début avec initialement avec la conquête de la Syrie au VIIe siècle. Les succès des armées musulmanes ont exercé une pression croissante sur l'Empire byzantin orthodoxe oriental.
La première conquête musulmane des Terres saintes aux VIIe et VIIIe siècles n’a pas directement introduit de persécution. Cependant, l’apostasie musulmane a été freinée par les menaces de mort et de nombreux chrétiens de nom ont commencé à passer progressivement à l’Islam pour éviter la discrimination et pour éviter de lourdes taxes. Ce type d’oppression subtile a étouffé la croissance chrétienne au Moyen-Orient, a soutenu l’église dans les communautés de ghettos et a découragé l’évangélisation. Les gouvernements musulmans ont finalement pris le contrôle des grandes routes commerciales et le monde islamique s’est pratiquement fermé à la proclamation de l’Évangile.
En 644, Abdisho avait réussi à attirer un grand nombre de Turcs, au-delà du fleuve Oxus, dans l’Église d’Orient. Des collèges ont été établis à Merv et un monastère y a été fondé au VIIIe siècle.
De plus, les efforts missionnaires étaient si fructueux qu’il est apparu que le christianisme aurait pu devenir la religion dominante dans toute la région entre la mer Caspienne et le Xinjiang dans le nord-ouest de la Chine. Les religions largement animistes et polythéistes y ont offert peu de résistance efficace. De plus, l’islam a d’abord fait peu de progrès dans ce domaine, et la foi dualiste du manichéisme avait également peu d’attrait.
Les Turcs adoptant le christianisme qui visitait Ctésiphon, dans le cadre de l’élection d’un nouveau métropolite, ont été décrits comme des personnes aux habitudes propres et aux croyances orthodoxes et comme des lecteurs des Écritures en syriaque et dans leur propre langue.

## Conflit byzantin et musulman

### Les guerres romano-perses
Le conflit entre les empires perse et romain était une lutte prolongée qui se sont étalé entre l'année 92 avant Jésus-Christ à 627 après Jésus-Christ. Ces guerres était sans doute une continuation des guerres gréco-perses. Les guerres romano-perses ont conduit à l’affaiblissement des États arabes voisins au sud et à l’est de l’Empire romain d’Orient. Le conflit a tellement épuisé les empires perse et byzantin qu’une fois les conquêtes de Mahomet commencées, aucun des deux n’a pu monter une défense efficace contre l’assaut. La Perse est tombée aux mains des musulmans.

### Guerres byzantines-arabes

Âge des califes
Expansion sous Mahomet, 622–632
Expansion pendant le califat Rashidun, 632–661
Expansion pendant le califat omeyyade, 661–750

Après la mort de Mahomet en l'année 632, les musulmans arabes ont vigoureusement tenté de conquérir les tribus arabes de l’Est, telle que les Ghassanides, qui étaient, pour la plupart, des chrétiens. Les guerres entre les byzantins et les musulmans étaient une série de guerres entre les califats arabes et l’Empire byzantin orthodoxe oriental. Celles-ci ont commencé pendant les conquêtes musulmanes initiales sous les califes Rashidun puis Omeyyade et se sont poursuivies sous la forme d’une lutte frontalière jusqu’au début des croisades. En conséquence, les Byzantins ont vu une importante perte de territoire, principalement en Égypte et dans l'Asie mineure.
Le premier conflit a duré 88 ans entre de 629 à 717 et c'est terminé par le deuxième siège arabe de Constantinople ce qui a stoppé l'expansion rapide de l'Empire arabe musulman de la dynastie des Omeyyades en Asie Mineure.
Après la conquête arabe de l’Afrique du Nord, au VIIe siècle, l’Église orthodoxe orientale d’Égypte, située à Alexandrie, était une minorité même parmi les chrétiens. Après la conquête, elle est restée petite pendant de nombreux siècles.

## Chronologie
- 604 : cathédrale Saint-Paul à Londres.
- 604 : une église aurait été plantée sur Thorney Island (où se trouve aujourd'hui Westminster Abbey)[3].
- 609 : Panthéon à Rome rebaptisé « église Santa Maria Rotonda ».
- 612 ? : monastère de Bobbio dans le nord de l'Italie
- 613 : abbaye de Saint-Gall en Suisse
- 614 : Khosro II de Perse conquiert Damas, Jérusalem, prend la Sainte Croix du Christ.
- 625 : Paulin d'York vient convertir la Northumbrie.
- 627 : conversion du roi Edwin de Northumbrie[4].
- 628 : Babaï le Grand, pilier de l'Église assyrienne de l'Est, mort.
- 628-629 : bataille de Mu'tah, Héraclius récupère la Croix du Christ et Jérusalem des mains des Perses jusqu'en 638.
- 629 : Amand de Maastricht est consacré évêque missionnaire. Il évangélise la région autour de Gand et part en mission auprès des Slaves le long du Danube et des Basques en Navarre[5].
- 630 : conversion des Angles de l'Est (l'un des sept royaumes de l'Heptarchie anglo-saxonne))[4]
- 632 : Eorpwald de East Anglia baptisé sous l'influence d'Edwin de Northumbrie.
- 635 : les premiers missionnaires chrétiens (Nestorien moines, dont Alopen, d'Asie Mineure et de l'Perse arrivent en Chine[6] ; Aidan de Lindisfarne commence à évangéliser au cœur de la Northumbrie (Angleterre)[7].
- 635 : Cynegils de Wessex baptisé par l'évêque Birinus.
- 637 : les Lombards, un peuple germanique vivant dans le nord de l'Italie, deviennent chrétiens.
- 638 : une église est érigée à Chang'an, alors peut-être la plus grande ville du monde (voir Pagode Daqin).
- 647 : Amadeus, évêque de Maastricht, effectue un travail missionnaire en Frise (Pays-Bas) et parmi les peuples slaves.
- 650 : première église organisée aux Pays-Bas[8].
- 664 : concile de Whitby unit le christianisme celtique des îles britanniques au catholicisme romain.
- 673 : le moine Irlandais Maol rubha fonde un centre de formation à Applecross qui servira de base pour la diffusion missionnaire en Écosse[9].
- 680 : première traduction des Écritures chrétiennes en arabe.
- 680-681 : troisième concile de Constantinople, 6e œcuménique, contre les monothélites, condamne le pape Honorius Ier, le patriarche Serge Ier de Constantinople, l'ecthèse d'Héraclius.
- 681-686 : Wilfrid convertit Sussex.
- 687-691 : construction du dôme du Rocher.
- 687 : conversion du Sussex[4].
- 689 : des païens tuent le missionnaire Irish Kilian près de Würzburg dans l'actuelle Allemagne. Sa dépouille sera enterrée dans une abbaye bénédictine de Würzburg[10].
- 690 ? : traductions de la Bible en vieil anglais.
- 692 : le concile in Trullo orthodoxe, convoqué par Justinien II, approuve les Canons des Apôtres des Constitutions apostoliques, le célibat consacré, rejeté par le pape Constantin.
- 692 : Willibrord et 11 compagnons traversent la mer du Nord pour devenir missionnaires auprès des Frisons (actuels Pays-Bas)[11].